# Пещерский
Пещерский — упразднённый посёлок в Агаповском районе Челябинской области. На момент упразднения входил в состав Янгельского сельсовета. Исключен из учётных данных в 1974 г.

## География
Располагался на западе района на границе с Башкирией, на правом берегу реки Янгелька, в 3 км (по прямой) к северо-западу от посёлка Новоянгелька.

## История
До 1917 года посёлок входил в состав Магнитной волости Верхнеуральского уезда Оренбургской губернии. По данным на 1926 год хутор Пещерский состоял из 59 хозяйств. В административном отношении входил в состав Янгельского сельсовета Магнитного района Троицкого округа Уральской области.
В 1933 году в посёлке Пещерский организован колхоз «Ударник». По Постановлению Совета Министров СССР от 7 июня 1950 года № 2427 колхозы «Ударник», «Искра» (пос. Ново-Янгелька) и колхоз «Крепость Советов» (пос. Московский) — были объеденины в один колхоз им. Сталина. С 1952 по 1957 год в составе Московского сельсовета.
По данным на 1970 год посёлок Пещерский входил в состав Янгельского сельсовета.
Решением Агаповского райисполкома № 184 от 9 августа 1974 года посёлок Пещерский исключен из учётных данных.

## Население
По данным переписи 1926 года на хуторе проживало 270 человек (130 мужчин и 140 женщин), в том числе: мордва составляли 51 % населения, русские — 49 %.
Согласно результатам переписи 1970 года на посёлке проживал 1 человек.